# Primes sur la mort
Pour plus de détails, voir Fiche technique et Distribution.
Primes sur la mort (Prämien auf den Tod) est un film autrichien réalisé par Curd Jürgens sorti en 1950.

## Synopsis
Quelque part dans une ville portuaire du sud de l'Europe, où la chaleur pèse sur les esprits, un homme est assis en prison et récapitule comment il est arrivé là. Le célèbre mime et chanteur Gunnarsson donne un jour une représentation, ou pour être plus précis : une première, au théâtre Thalie de la ville. Il voit Peter Lissen, un petit agent d'assurances pas très prospère qui fait du porte-à-porte, et la femme dont il est éperdument amoureux : Evelyn, une dame de la haute société. Lissen est obsédé par la conquête de cette femme. Il croit qu'il ne peut y parvenir qu'en la rattrapant financièrement et en devenant ainsi son égal. Et c'est ainsi qu'un jour il lui vient l'idée folle d'une fraude à l'assurance sophistiquée.
Lissen assure des clients inexistants et les laisse « mourir » un par un, uniquement pour percevoir la prime d'assurance. Pour rendre ces décès crédibles, il demande l'aide d'un vieux médecin de la marine plutôt minable, le Dr Schmidt, qui délivre de faux certificats de décès. Alors que Lissen s'implique de plus en plus dans ses crimes, il ne voit pas qu'Evelyn montre plus d'intérêt pour la célébrité de Gunnarsson, même si Evelyn est assez séduite par le charme de Lissen après l'avoir rencontré et s'être promené avec lui pour la première fois. Un jour, la tromperie de Peter Lissen éclate, car le premier assuré inventé s'avère être bel et bien vivant et suit Lissen comme un fantôme. Lissen est arrêté et mis en maison d'arrêt. Il reçoit alors la visite d'Evelyn, qui semble prête à l'attendre.

## Fiche technique
- Titre français : Primes sur la mort[1]
- Titre original : Prämien auf den Tod
- Réalisation : Curd Jürgens
- Scénario : Kurt Heuser, Curd Jürgens
- Musique : Willy Schmidt-Gentner
- Direction artistique : Werner Schlichting, Isabella Ploberger
- Costumes : Modellhaus Faschingbauer
- Photographie : Günther Anders, Hannes Staudinger
- Montage : Herma Sandtner
- Production : Herbert Sennewald (de)
- Société de production : Alpen-Film Austria AFA
- Société de distribution : Oefram Filmgesellschaft
- Pays de production :  Autriche
- Langue : allemand
- Format : Noir et blanc - 1,37:1 - Mono - 35 mm
- Genre : Thriller
- Durée : 85 minutes
- Dates de sortie :
  - Autriche : 13 janvier 1950.
  - RFA : 5 mai 1950.
  - France : 11 décembre 1953[1].

## Distribution
- Siegfried Breuer : Peter Lissen
- Judith Holzmeister : Evelyn Biaggi
- Werner Krauss : Dr Schmidt
- Curd Jürgens : Gunnarson
- Felix Steinböck : Kako, le pianiste
- Josef Meinrad : un marin
- Gisela Wilke : Cleo, une tenancière de bar
- Edith Mill : une serveuse
- Melanie Horeschovsky (de) : Tilla, l'hébergeuse de Lissen
- Hermann Thimig : Muschel, l'inspecteur du port
- Mimi Stelzer (de) : son épouse
- Karl Günther : Erwein
- Gusti Wolf

## Production
Le tournage de Prämien auf den Tod débute le 13 juin 1949 et se termine en septembre 1949. Le tournage se déroule dans le studio AFA Graz-Thalerhof à Graz et dans le port de Gênes (plans extérieurs).